# Казуар жовтошиїй
Казуар жовтошиїй (Casuarius unappendiculatus) — вид безкілевих птахів родини казуарових (Casuariidae).

## Поширення
Вид поширений на півночі Нової Гвінеї, на островах Япен, Батанта і Салаваті. Мешкає у низовинних дощових лісах на висоті до 450 м над рівнем моря.

## Опис
Птах заввишки до 150 см. Самці важать 30-37 кг, самиці — до 58 кг. Оперення густе та жорстке, чорного забарвлення. Голова та шия голі. На голові є шолом. Лицьова частина голови та верхня частина шиї синього кольору. Решта частина шиї та плечі жовтого, помаранчевого або червоного забарвлення. Самець і самиця виглядають практично однаково, але представники жіночої статі більші і мають яскравіше забарвлення.

## Спосіб життя
Живиться переважно фруктами і дрібними тваринами. У період розмноження, полігамні самиці відкладають від трьох до п'яти яєць в добре замасковане гніздо, яке зробив самець, після чого переходять до іншого самця. Самці самостійно висиджують яйця і потім протягом дев'яти місяців виховують пташенят.